# Nyrup Station
Nyrup Station er en dansk jernbanestation i Nyrup.